# Список артиллерии Италии периода Второй мировой войны
В список вошла артиллерия Королевства Италия, находившаяся на вооружении на момент вступления страны во Вторую мировую войну, а так же принимавшаяся на вооружение во время войны. Италия имела собственную систему обозначения артиллерийских систем, где первым шёл тип орудия, затем его калибр и длина ствола, а также обозначения модели с годом принятия на вооружение. Например Obice da 75/34 Mod.34 — где Obice это гаубица, калибром 75-мм, длиной ствола 34 калибра модель 1934 года. Причем, такая система обозначений присваивалась и артиллерийским системам иностранного происхождения.
В пункте «страна происхождения» иногда попадаются сразу две страны: /, где первая — разработчик, вторая — производитель (по лицензии).

## Артиллерия поддержки пехотыипротивотанковая
| Тип                        | Изображение | Принята на вооружение | Страна происхождения           | Примечания |
| -------------------------- | ----------- | --------------------- | ------------------------------ | --- |
| Cannone da 25/72           |             | 1942                  | Франция                        | В основном трофейные орудия, доставшиеся в ходе Североафриканской операции. |
| Cannone da 37/45           |             | 1936                  | Нацистская Германия            | Кроме поставок из Германии, небольшое количество трофейных орудий, доставшиеся от эфиопской армии после Итало-эфиопской войны 1935-36 годов.                                                                   |
| Cannone da 47/32           |             | 1935                  | /                              | Итальянский лицензионный вариант австрийского 47-мм противотанкового орудия Böhler M35. В дальнейшем послужило основой для орудий итальянских средних танков M13/40 и M14/41.                                  |
| Cannone da 50/60 Mod.38    |             | 1941                  | Нацистская Германия            | Использовалось итальянскими войсками на Восточном фронте. |
| Cannone da 65/17 Mod.08/13 |             | 1913                  | Королевство Италия (1861—1946) | Горное орудие. Использовалось начиная с Первой мировой войны. |
| Cannone da 75/32 Mod.37    |             | 1937                  | Королевство Италия (1861—1946) | |
| Cannone da 75/39           |             | 1942                  | Нацистская Германия            | 9 дивизий 8-й итальянской армии, действовавшей в СССР, имели 6 орудийных батарей Pak.97/38 в своих артполках.                                                                                                  |
| Cannone da 75/43           |             | 1943                  | Нацистская Германия            | Первоначально планировалось лицензионное производство на заводах OTO, в количестве не менее 1000 единиц. Однако соглашение откладывалось, поэтому в марте 1943 года в Италию прибыло 24 готовых орудия Pak 40. |

## Дивизионная: буксируемая и вьючная
| Тип                            | Изображение | Принята на вооружение | Страна происхождения           | Примечания |
| ------------------------------ | ----------- | --------------------- | ------------------------------ | --- |
| Cannone da 75/27 Mod.1906      |             | ?                     | Германская империя             | В основном трофейные орудия, доставшиеся в ходе Первой мировой войны и в качестве репараций от бывшей Австро-Венгрии.                                                           |
| Cannone da 75/27 Mod.1911      |             | 1911                  | Королевство Италия (1861—1946) | |
| Cannone da 77/28 Mod.5         |             | ?                     | Австро-Венгрия                 | В основном трофейные орудия, доставшиеся в ходе Первой мировой войны и в качестве репараций от бывшей Австро-Венгрии.                                                           |
| Cannone da 88/27               |             | 1941                  | Великобритания                 | В основном немногочисленные трофейные орудия захваченные в ходе Североафриканской кампании.                                                                                     |
| Obice da 100/17 Mod. 1914      |             | ?                     | Австро-Венгрия                 | В основном трофейные орудия, доставшиеся в ходе Первой мировой войны и в качестве репараций от бывшей Австро-Венгрии.                                                           |
| Obice da 100/17 Mod. 1916      |             | ?                     | Австро-Венгрия                 | 100-мм гаубица 10 cm Gebirgshaubitze M. 16 (10 cm FH 14). В основном трофейные орудия, доставшиеся в ходе Первой мировой войны и в качестве репараций от бывшей Австро-Венгрии. |
| Obice da 100/22 17 Mod. 14/19  |             | 1941                  | Чехословакия                   | Были переданы итальянцам немцами. Использовались на Восточном фронте. |
| Obice da 105/14 Mod. 1917/1939 |             | 1917                  | Королевство Италия (1861—1946) | 105-мм гаубица. |
| Obice da 75/13 Mod. 1915       |             | ?                     | Австро-Венгрия                 | 75-мм гаубица 7,5 cm Gebirgskanone M. 15. В основном трофейные орудия, доставшиеся в ходе Первой мировой войны и в качестве репараций от бывшей Австро-Венгрии.                 |
| Obice da 75-18 Mod. 34         |             | 1934                  | Королевство Италия (1861—1946) | Данная гаубица послужила основой для самоходного артиллерийского орудия Semovente da 75/18.                                                                                     |
| Cannone da 105/11 Mod. 19/28   |             | 1940                  | Франция                        | Трофейные орудия доставшиеся итальянцам в ходе французской и греческой кампаний. Использовались на Восточном фронте.                                                            |

## Корпусная артиллерия
| Тип                     | Изображение | Принята на вооружение | Страна происхождения           | Примечания |
| ----------------------- | ----------- | --------------------- | ------------------------------ | --- |
| Cannone de 105/28       |             | 1916                  | Королевство Италия (1861—1946) | |
| Cannone da 105/32       |             | ?                     | Австро-Венгрия                 | В основном трофейные орудия, доставшиеся в ходе Первой мировой войны и в качестве репараций от бывшей Австро-Венгрии. |
| Obice da 149/12 Mod. 14 |             | ?                     | Германская империя             | В основном трофейные орудия, доставшиеся в ходе Первой мировой войны и в качестве репараций от бывшей Австро-Венгрии. |
| Obice da 149/13         |             | ?                     | Австро-Венгрия                 | В основном трофейные орудия, доставшиеся в ходе Первой мировой войны и в качестве репараций от бывшей Австро-Венгрии. |
| Obice da 149/19 Mod.37  |             | 1937                  | Королевство Италия (1861—1946) | |

## Армейская артиллерия
| Тип                        | Изображение | Принята на вооружение | Страна происхождения           | Примечания |
| -------------------------- | ----------- | --------------------- | ------------------------------ | --- |
| Obice da 149/28            |             | 1941                  | Нацистская Германия            | |
| Cannone da 149/35 Mod.1901 |             | 1901                  | Королевство Италия (1861—1946) | |
| Cannone da 149/40 Mod.1935 |             | 1935                  | Королевство Италия (1861—1946) | Состояли на вооружении итальянской армии до 1969 года. Стоимость одной единицы в 1939 году 250000 лир. Послужило основной для прототипа самоходной установки Semovente da 149/40. |
| Obice da 152/13            |             | 1916                  | Великобритания                 | Гаубица британского производства. Поставлялась в Италию в годы Первой мировой войны.                                                                                              |
| Cannone da 152/37          |             | ?                     | Австро-Венгрия                 | В основном трофейные орудия, доставшиеся в ходе Первой мировой войны и в качестве репараций от бывшей Австро-Венгрии.                                                             |
| Obice da 210/22 Mod.1935   |             | 1935                  | Королевство Италия (1861—1946) | 210-мм гаубица. Использовались на Восточном фронте в августе-декабре 1942 года.                                                                                                   |
| Mortario da 305/8          |             | ?                     | Австро-Венгрия                 | 305-мм мортира. В основном трофейные орудия, доставшиеся в ходе Первой мировой войны и в качестве репараций от бывшей Австро-Венгрии.                                             |

## Зенитные орудия
| Тип                                   | Изображение | Принята на вооружение | Страна происхождения           | Примечания |
| ------------------------------------- | ----------- | --------------------- | ------------------------------ | --- |
| Breda 20/65 Mod. 1935                 |             | 1937                  | Королевство Италия (1861—1946) | |
| 20/65 Mod. 30/38                      |             | 1940                  | Нацистская Германия            | |
| Cannone-mitragliera da 20/70 Oerlikon |             | 1930                  | Швейцария                      | Зенитка швейцарского производства. В годы войны фирма Oerlikon поставляла свою продукцию Германии и Италии. |
| Scotti-Isotta-Fraschini 20/70         |             | 1941                  | Королевство Италия (1861—1946) | |
| Breda 37/54                           |             | 1933                  | Королевство Италия (1861—1946) | |
| Cannone da 75/46 C.A. Mod. 1934       |             | ?                     | Королевство Италия (1861—1946) | |
| Cannone da 75/50                      |             | 1940                  | Чехословакия                   | После оккупации Чехословакии в марте 1939 года её вооружение было передано немецкой армии. Некоторая часть из этого вооружения передавалась союзникам немцев. Всего в Италию было поставлено около 300 единиц таких зениток. |
| Cannone da 88/55                      |             | 1940                  | Нацистская Германия            | Немецкие 88-мм зенитные орудия поставлялись в Италию, пока там создавали свой аналог 90-мм зенитное орудие Cannone da 90/53.                                                                                                 |
| Cannone da 90/53                      |             | 1940                  | Королевство Италия (1861—1946) | Состояло на вооружении итальянской армии до 1970 года. Стоимость 1 единицы в 1940 году 513400 лир. Стало основой для самоходного орудия Semovente da 90/53.                                                                  |

## Крепостная и береговая артиллерия
| Тип                             | Изображение | Принята на вооружение | Страна происхождения           | Примечания |
| ------------------------------- | ----------- | --------------------- | ------------------------------ | --- |
| 47/50 Mod. 37                   |             | 1940                  | Франция                        | Передано некоторое количество данных орудий итальянской армии немцами, после разгрома Франции в 1940 году. |
| Cannone da 70/15                |             | 1904                  | Королевство Италия (1861—1946) | |
| Cannone da 75/17                |             | 1941                  | Франция                        | Были захвачены в ходе вторжения в Югославию. |
| Cannone da 76/40 Mod. 1916 R.M. |             | 1916                  | /                              | |
| Cannone da 76/55                |             | 1943                  | Великобритания                 | Незначительное количество орудий захвачено в ходе Итальянской кампании. |
| Cannone da 102/35 Mod. 1914     |             | 1917                  | Королевство Италия (1861—1946) | 102-мм орудие. Использовалось и как передвижное артиллерийское орудие на базе грузовиков Lancia (так называемые Autacannone).                                                                                                   |
| Obice da 105/15                 |             | 1940                  | Франция                        | 105-мм гаубица. После итальянской оккупации Франции в 1940 году захвачено 127 экземпляров. |
| Cannone da 105/28               |             | ?                     | Франция                        | |
| Cannone da 120/25               |             | ?                     | Франция                        | До войны на вооружении в Италии находилось от 74 до 160 единиц. После оккупации Франции захвачены ещё 59 единиц. |
| Cannone da 120/40               |             | ?                     | Великобритания                 | |
| Cannone da 120/45 Mod. 1918     |             | 1918                  | Королевство Италия (1861—1946) | Орудия использовались, в том числе, и на специальных артиллерийский поездах. |
| Cannone da 149/35 S.            |             | 1915                  | /                              | Орудия для фортификационных укреплений. Представляли из себя стационарные артиллерийские системы установленные в специальных бронированных куполах. До нашего времени сохранились такие орудия в форте Монтеккио Норд в Колико. |
| Cannone da 149/37               |             | ?                     | Германская империя             | После начала Второй мировой войны немцы передали некоторое количество данных орудий итальянцам. |
| Cannone da 149/43               |             | ?                     | Германская империя             | |
| Cannone da 152/40               |             | ?                     | Великобритания                 | |
| Cannone da 152/45 S. Mod. 1911  |             | 1917                  | Франция                        | |
| Obice da 155/14                 |             | ?                     | Франция                        | |
| Cannone da 155/25               |             | 1916                  | Франция                        | |
| Cannone da 155/36               |             | ?                     | Франция                        | |
| Cannone da 194/32               |             | ?                     | Франция                        | Самоходное 194-мм орудие. Италии поставлено 2 экземпляра. |
| Cannone da 203/45 Mod. 1897     |             | 1898                  | Королевство Италия (1861—1946) | |
| Mortaio da 210/8 D.S.           |             | 1900                  | Королевство Италия (1861—1946) | 210-мм мортира. |
| Cannone da 220/32 Mod. 1917     |             | 1941                  | Франция                        | 4 трофейных орудия поставлено немцами. |
| Bombarda da 240/12              |             | 1916                  | Королевство Италия (1861—1946) | 240-мм сверхтяжелый миномёт. |
| Obice da 280 mm                 |             | 1884                  | Королевство Италия (1861—1946) | 280-мм крепостная гаубица. |
| Obice da 305/17                 |             | 1908                  | Королевство Италия (1861—1946) | |
| Obice da 380/15                 |             | ?                     | Австро-Венгрия                 | 380-мм крепостная гаубица. В основном трофейные орудия, доставшиеся в ходе Первой мировой войны и в качестве репараций от бывшей Австро-Венгрии.                                                                                |
| Cannone da 381/40 Mod. 1914     |             | 1916                  | Королевство Италия (1861—1946) | 381-мм крепостное орудие. Существовал и железнодорожный вариант такого орудия. |
| Obice da 420/12                 |             | ?                     | Австро-Венгрия                 | 420-мм крепостная гаубица. В основном трофейные орудия, доставшиеся в ходе Первой мировой войны и в качестве репараций от бывшей Австро-Венгрии.                                                                                |